# Lisanne Brandsma
Lisanne Brandsma (27 de septiembre de 1992) es una deportista neerlandesa que compitió en remo. Ganó una medalla de bronce en el Campeonato Europeo de Remo de 2017, en la prueba de cuatro sin timonel.

## Palmarés internacional
| Campeonato Europeo | Campeonato Europeo       | Campeonato Europeo | Campeonato Europeo |
| Año                | Lugar                    | Medalla            | Prueba             |
| ------------------ | ------------------------ | ------------------ | ------------------ |
| 2017               | Račice (República Checa) | Medalla de bronce  | Cuatro sin timonel |